# Faye Bezemer
Faye Bezemer (Dordrecht, 1 augustus 2000) is een Nederlandse actrice, regisseuse en producent. Bezemer kreeg vooral naamsbekendheid door haar rol als Lana Langeveld in Goede tijden, slechte tijden.

## Levensloop
Bezemer was in 2017 in verschillende producties te zien, zoals SpangaS en Brugklas. Tevens deed ze in het najaar van 2017 haar intrede in de RTL 4-soap Goede tijden, slechte tijden waar ze de rol van Lana Langeveld vertolkte tot maart 2018. In mei 2018 keerde Bezemer terug in de soap, eerst in een ondersteunende rol. Vanaf 26 december 2018 heeft Bezemer een vaste rol, maar in februari 2020 moest ze de soap verlaten.
In het najaar van 2018 regisseerde Bezemer haar eerste korte film voor het 48 Hour Film Project, waar haar GTST-collega's Alkan Çöklü en Melissa Drost ook een rol in vertolkten. De korte film genaamd No. 8739 ging op 30 november in première en won de prijs Best Use of Prop. Tevens was Bezemer zelf in de korte film te zien.
Begin 2020 kwam de korte film Alleenzaam online die Bezemer schreef en regisseerde.

## Filmografie

### Film
- 2017: Natte Krant, als Laura
- 2017: De terugkeer van de wespendief, als Floor
- 2018: No. 8739, als Luna van der Laan
- 2019: Presidentswaltz., als Frederique van der Trap
- 2019: Vogels, als Simone
- 2020: Mind Shift, als Nikkie
- 2021: Game On, als Nicole
- 2021: Horen, zien, zwijgen, als Roos
- 2022: De allergrootste slijmfilm, als lerares
- 2024: Almanak, vrouwen om van te houden, als Simone

### Televisie
- 2017: Brugklas, als Fay
- 2017–2020: Goede tijden, slechte tijden, als Lana Langeveld
- 2018: SpangaS, als Lauren
- 2019: GTST Stories, als Lana Langeveld
- 2022: Het verhaal van Nederland, als Theudesinda